# 白线流
白线流，1996年富士电视台制作剧集，于1996年1月11日首播，1996年3月21日完结，共11集。长濑智也、酒井美纪、京野琴美、柏原崇、马渊英里何、中村龙、游井亮子等主演。作品由木村达昭、岩本仁志、本间欧彦共同导演；信本敬子、原田裕树共同编剧。

## 特別篇
由于作品相当受欢迎，富士电视台还制作了多部特别篇：
- 1997年8月8日推出《白线流——19岁的春天》(白線流し ～19の春)
- 1999年1月15日《白线流——20岁的风》(白線流し ～二十歳の風)
- 2001年10月26日《白线流——旅行之诗》(白線流し ～旅立ちの詩)
- 2003年9月6日《白线流——25岁》(白線流し ～二十五歳)
- 2005年10月7日《白线流·最终篇——就算过了做梦的时候》(白線流し・最終章 ～夢見る頃を過ぎても)

## 榮譽
在当年的日剧学院奖中，该片荣获最佳作品，最佳导演，最佳卡司，最佳新人（酒井美纪），最佳主题曲（定能飛向天空）等多项大奖。